# Marston Green
Marston Green – wieś w Anglii, w hrabstwie ceremonialnym West Midlands, w dystrykcie metropolitalnym Solihull. Leży 12 km na wschód od miasta Birmingham i 154 km na północny zachód od Londynu. W 2001 miejscowość liczyła 5000 mieszkańców.